# Paul von Loeben
Paul Ludwig von Loeben (* 20. September 1877 in Zittau; † 22. Oktober 1962 in Dresden) war ein sächsischer Offizier sowie späterer Ministerialrat.

## Leben

### Herkunft
Paul von Loeben entstammte einem alten sächsisch-schlesischen Adelsgeschlecht. Er war Sohn des sächsischen Oberst Paul von Loeben (* 30. März 1831, † 24. Juni 1907) und dessen Ehefrau Emilie Ginsberg (* 5. Juli 1849, † 3. Juli 1908), Tochter des Stadtverordneten, Inhaber eines Baumwoll- und Garngeschäfts, sowie Ehrenbürger von Zittau, Ludwig Otto Ginsberg. Er hatte zudem zahlreiche Geschwister.

### Karriere
Paul von Loeben trat am 18. März 1897 in das 1. (Leib-)Grenadier-Regiment Nr. 100 der sächsischen Armee ein. Er wurde am 24. November 1897 zum Fähnrich ernannt und besuchte die Kriegsschule in Kassel. Er avancierte am 21. August 1898 zum Leutnant und diente von 1903 bis 1904 als Bataillonsadjutant des II. Bataillons. Nachfolgend diente er vom 18. Mai 1904 bis zum 1. Juli 1906 beim 2. Ostasiatischen Infanterie-Regiment der Ostasiatischen Besatzungsbrigade und erlebte in diesem Zeitraum am 6. April 1906 seine Beförderung zum Oberleutnant. Er unternahm Reisen nach Tientsin, Peking, Paotingfu und an die Großer Mauer sowie Japan. Im Herbst 1907 wurde er für drei Jahre zur preußischen Kriegsakademie in Berlin abkommandiert und nach Rückkehr im Regiment wiederangestellt, wobei er die Qualifikation für den Generalstab erhielt. Ab dem 20. März 1911 erfolgte eine zweijährige Versetzung zur Dienstleistung im Großen Generalstab in Berlin. In dieser Eigenschaft erfolgte am 22. Mai 1912 seine Beförderung zum Hauptmann. Nachdem er für ein halbes Jahr als Kompaniechef in seinem Regiment wirkte, wurde er im Herbst 1913 erneut in den Großen Generalstab berufen.
Nach Ausbruch des Ersten Weltkrieges wurde er als Ib beim XII. (I. Königlich Sächsisches) Armee-Korps unter General der Infanterie Karl Ludwig d’Elsa eingesetzt und beteiligte sich an dem Vormarsch bis zur Marneschlacht sowie dem Stellungskrieg an der Aisne. Er wurde im Dezember 1914 mit dem Ritterkreuz I. Klasse des Albrechtsordens mit Schwertern und Krone ausgezeichnet. Im Frühjahr 1915 wurde er mit dem Ressort der rückwärtigen Verbindungen anvertraut und am 11. November 1915 als Erster Generalstabsoffizier in die 32. Division (3. Königlich Sächsische) versetzt. Zwei Wochen darauf wurde er in den Stab des Generalfeldmarschall Colmar von der Goltz berufen und reiste mit anderen Offizieren über Konstantinopel nach Bagdad ab. Nach dortiger Tätigkeit kehrte er im Herbst 1917 unter Rückkehr in den Truppendienst in das II. Bataillon seines Stammregiments bei der Champagne zurück. Anfang 1918 wurde er als Erster Generalstabsoffizier bei der 212. Infanterie-Division (9. Königlich Sächsische) und im April des Jahres in gleicher Eigenschaft bei der 53. Reserve-Division (3. Königlich Sächsische) verwendet. In dieser Tätigkeit konnte er sich erfolgreich auszeichnen und unternahm zahlreiche persönliche Erkundungen um Grundlagen für die Maßnahmen zu den Vorbereitungen zur Abwehr eines erwartenden Großangriffs zu schaffen und überzeugte sich persönlich, dass die von der Division erlassenen Befehle in der Kampflinie befolgt wurden. Für diese Verdienste wurde er am 14. August 1918 mit dem Ritterkreuz des Militär-St.-Heinrichs-Ordens ausgezeichnet.
Nach Auflösung der Division diente er als Erster Generalstabsoffizier bei der 23. Division (1. Königlich Sächsische), die beim Fluss Schelde in Abwehrkämpfe involviert war. Nach Kriegsende kehrte er nach Dresden zurück und wurde zunächst als Generalstabsoffizier bei der Stadtverwaltung verwendet. Im Frühjahr 1920 trat er in den sächsischen Staatsdienst ein und wurde zum Oberregierungsrat ernannt. Er wirkte die weiteren Jahre als Dezernent für militärische und Polizeifragen und wurde 1928 zum Ministerialrat ernannt. Nach Machtübernahme der Nationalsozialisten wurde er aufgrund seiner jüdischen Herkunft aus dem Amt entlassen. Er diente nachfolgend noch als Staatsfinanzrat am Staatsrechnungshof und wurde 1937 in den vorzeitigen Ruhestand versetzt.

### Familie
Paul von Loeben war in erster Ehe mit der Gutsbesitzerstochter Mathilde von Schönberg-Wasserjentsch (* 18. Juni 1884, † 8. Februar 1921) verheiratet. Aus der Ehe stammten 1910 eine Tochter, dann der Sohn Wolf  (* 28. Juni 1911, † 27. Oktober 1987), er lebte zunächst in Namibia und Südafrika zuletzt in Rheinbach, war Landwirt und Kommendator des Johanniterordens. Es folgten 1912 die Tochter Helene und 1919 der Sohn Kaspar, der als Unteroffizier 1942 fiel. Die Tochter Mathilde wurde 1925 geboren und lebte später lange als Kreiskatechetin im Spreewald, dann auch in Rheinbach. Die Tochter Marie, verunglückte 1932 bei einem Flugzeugunfall beim Flugplatz Staaken.
In zweiter Ehe heiratete Paul von Loeben nach der Verlobung im Mai 1925 im gleichen Monat Emmy von Tettenborn (* 9. Mai 1925, † 22. Oktober 1959). Sie war die Tochter der Anna Boisselier und des kgl. sächs. Generals Otto von Tettenborn. Die Familie lebte 1960 in der DDR.

## Schriften
- Das sächsische Polizeibeamtengesetz vom 15. März 1928. Handausgabe mit den Ausführungsbestimmungen der damit zusammenhängenden besonderen Vorschriften, Erl. u. Sachreg. von Dr. Max Bartsch und Paul von Loeben, C. Heinrich, Dresden (1928)[11]